# DENK
Myślcie (niderl. DENK) – holenderska partia polityczna o profilu lewicowym, reprezentujące głównie środowisko tureckich imigrantów w Holandii.

## Historia
Partię założyli dwaj posłowie tureckiego pochodzenia, Tunahan Kuzu i Selçuk Öztürk, który do listopada 2014 działali w Partii Pracy. Nowej grupie parlamentarnej nadali nazwę DENK, po czym opublikowali manifest polityczny ustanawiający ruch na rzecz imigrantów.
DENK jako partia polityczna formalnie powstała 9 lutego 2015. W swoim programie ugrupowanie zaczęło głosić hasła skierowane przede wszystkim do muzułmańskich środowisk imigranckich (tureckich i marokańskich), przedstawiło postulaty większej tolerancji, wprowadzenia „rejestru rasizmu”, utworzenia „policji antyrasistowskiej”, prowadzenia polityki akceptacji zamiast integracji. Odwołało się także do krytyki dawnej polityki kolonialnej Holandii. DENK zaczęto krytykować za wprowadzanie w społeczeństwie podziałów, ugrupowaniu zarzucono także bliskie związki i uzyskiwanie wsparcia od prezydenta Turcji Recepa Tayyipa Erdoğana.
Formacja wystartowała w wyborach parlamentarnych w 2017, uzyskując 2,1% głosów i 3 mandaty w Tweede Kamer. Liderem ugrupowania był Tunahan Kuzu, w marcu 2020 funkcję tę przejął Farid Azarkan. W 2021 partia utrzymała 3 mandaty w niższej izbie parlamentu. Również w 2023 wprowadziła tożsamą reprezentację do Tweede Kamer – jej listę wyborczą otwierał wówczas Stephan van Baarle.